# Займище (Унечский район)
Займище — деревня в Унечском районе Брянской области в составе Найтоповичского сельского поселения.

## География
Находится в центральной части Брянской области на расстоянии приблизительно 3 км на юг по прямой от районного центра города Унеча.

## История
Упоминалась со второй половины XVIII века как деревня, владение графа Румянцова, до 1781 года входила в Новоместскую сотню Стародубского полка. В середине XX века работал колхоз «Новая жизнь». В 1974 году к деревне были присоединены поселки Октябрьский и кирпичного завода им. Халтурина, в 1975 — деревня Синьковка. В 1859 году здесь (хутор Суражского уезда Черниговской губернии) учтено было 16 дворов, в 1892—93.

## Население
Численность населения: 123 человека (1859 год), 530 (1892), 31 в 2010.